# Dendrobeania frigida
Dendrobeania frigida is een mosdiertjessoort uit de familie van de Bugulidae. De wetenschappelijke naam van de soort is voor het eerst geldig gepubliceerd in 1900 door Waters.